# Johann Christoph Schacher

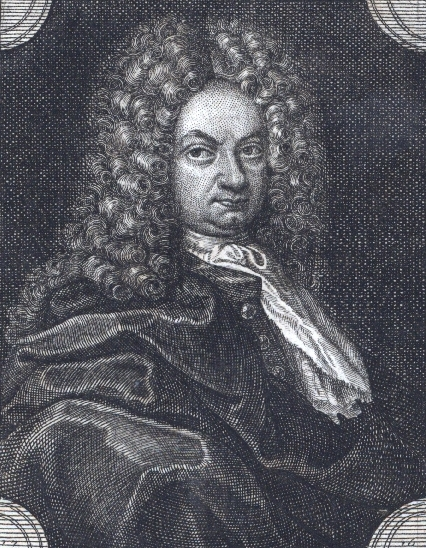
Johann Christoph Schacher

Johann Christoph Schacher (* 3. März 1667 in Leipzig; † 29. März 1720 ebenda) war ein deutscher Rechtswissenschaftler.

## Leben
Der Sohn des Christoph Hartmann Schacher (1633–1690) studierte an der Universität Leipzig und an der Universität Frankfurt (Oder) bei Samuel Stryk. Nach einer Gelehrtenreise durch Italien erwarb er sich, zurückgekehrt nach Leipzig, 1691 den akademischen Grad eines Magisters der Philosophie und promovierte 1693 zum Doktor des weltlichen und kirchlichen Rechts.
1697 wurde er Advokat am Leipziger sächsischen Oberhofgericht, war 1701 außerordentlicher Professor mit dem Titel verborum significatione geworden, stieg 1708 zum ordentlichen Professor der Instituten auf, war 1709 Professor der Pandekten und damit verbunden Kanoniker in Naumburg. 1710 wurde er Decemvir der Hochschule, Kanoniker in Merseburg und Assessor der juristischen Fakultät. Schacher war 1714 Assessor am Oberhofgericht sowie Professor des Kodex und war im Wintersemester 1703 Rektor der Alma Mater.
Er wurde am 3. April 1720 in der Leipziger Paulinerkirche beigesetzt.

## Werke (Auswahl)
Schacher hatte einige Dissertationen zivilrechtlichen Inhalts hinterlassen. Zudem hat er auch die Annotationes zu dem großväterlichen Collegium practicum verfasst, welche aber nie im Druck erschienen.
- Diss. De Disserentia juris communis et statutarii reip. Francof. Ad Moenum circa alienationem. 1713
- De portione statutaria, quatenus illi praejudicum inferri possit a conjugibus. 1692
- De hominibus glebae adscriptis Lusatiae Superioris. 1715
- De impugnatione facti proprii.
- Utrum in contraendo vel negoziando aliquem circa pretium infra dimidium salva conscientis laedere liceat?
- De restrinta testatoris protestate et C.